# 85195 von Helfta
85195 von Helfta è un asteroide della fascia principale. Scoperto nel 1991, presenta un'orbita caratterizzata da un semiasse maggiore pari a 2,3004613 UA e da un'eccentricità di 0,2666688, inclinata di 2,42456° rispetto all'eclittica.